# 武田陸玖
武田 陸玖（たけだ りく、2005年6月6日 - ）は、山形県天童市出身のプロ野球選手（外野手、投手）。左投左打。横浜DeNAベイスターズ所属。

## 経歴

### プロ入り前
天童市立成生小学校で1年生の時に成生ファイヤードラゴンズで野球を始め、6年時には東北楽天ゴールデンイーグルスジュニアでプレーした。天童市立第四中学校では軟式野球部に所属していた。
山形県立山形中央高等学校に進学し、1年春からベンチ入り。同年秋からエースを務め、投手の他に一塁手や外野手を務める二刀流として活躍した。2年夏の山形大会は決勝で鶴岡東に2-3で、3年夏の山形大会でも決勝に進出したが、日大山形に4-6でいずれも敗れ、3年間で甲子園大会出場はなかった。その後、2023年のU-18ワールドカップの日本代表に選出され、投打に活躍して優勝に貢献した。
同年10月26日に開催されたドラフト会議にて横浜DeNAベイスターズから3位指名を受け、プロ入り後も二刀流を続けることを宣言した。11月8日に契約金5000万円、年俸560万円（金額はいずれも推定）で仮契約した。背番号は33。NPBには外野手として選手登録された。担当スカウトは河野亮。

### DeNA時代
2024年は、左肘の炎症のため、春季キャンプはリハビリ組でのスタートとなる。5月15日、右肩烏口突起移行術を受けたことを球団が発表した。その後、リハビリを経て9月3日のイースタン・リーグの東北楽天ゴールデンイーグルス戦で代打として初出場し、9月13日の埼玉西武ライオンズ戦で1番・左翼手として初スタメンを果たすと、初安打を放った。
2025年は、フレッシュオールスターゲームのイースタン・リーグ選抜に選出されていたが、左肩関節亜脱臼のため出場を辞退した。

## 選手としての特徴
高校時代から二刀流で注目を集め、投手としては最速149km/h、打者としては高校通算31本塁打を記録している。
二軍投手コーチの八木快は、直球の成分は今永昇太に匹敵していると評価している。

## 詳細情報

### 背番号
- 33（2024年 - ）

### 代表歴
- 2023 WBSC U-18ワールドカップ 日本代表